# Laelia (orchidée)
Pour les articles homonymes, voir Laelia.
Genre
Classification phylogénétique
Laelia est un genre d'orchidées épiphytes ou lithophytes du Mexique, d'Amérique centrale et d'Amérique du Sud comptant peut-être une centaine d'espèces.

## Sous-sections
Le genre Laelia se divise en 7 sous-sections :
1. Cattleyodes - ressemblant à Cattleya avec huit étamines comme Laelia purpurata.
2. Hadrolaelia - aux labelle denté et avec des pseudobulbes en plusieurs parties comme Laelia pumila.
3. Laelia - au pseudobulbe entier comme Laelia speciosa.
4. Microlaelia - Ressemble à la section Laelia sauf pour les sépales et pétales qui ont la même dimension comme Laelia lundii.
5. Cyrtolaelia - lithophyte.
6. Podolaelia - aux tiges et gaines articulées comme Laelia anceps.
7. Calolaelia - monospécifique, Laelia superbiens, classée dans le genre Schomburgkia

Le genre Laelia inclut aussi une cinquantaine d'espèces du genre Sophronitis.

## Répartition
Mexique, Amérique centrale, Amérique du Sud.

## Liste d'espèces
- Laelia albida Bateman ex Lindl.
  - Amalia albida (Bateman ex Lindl.) Heynh.
  - Cattleya albida (Bateman ex Lindl.) Beer
  - Bletia albida (Bateman ex Lindl.) Rchb.f.
  - Laelia candida Lodd. ex W.Baxter
  - Laelia discolor A.Rich. & Galeotti
- Laelia anceps Lindl.
  - Amalias anceps (Lindl.) Hoffmanns.
  - Amalia anceps (Lindl.) Heynh.
  - Bletia anceps (Lindl.) Rchb.f.
  - Cattleya anceps (Lindl.) Beer,
- Laelia anceps subsp. anceps
  - Bletia anceps var. barkeriana (Lindl.) Rchb.f.
  - Laelia barkeriana Knowles & Westc.
  - Laelia anceps f. chilapensis Soto Arenas
- Laelia anceps subsp. dawsonii (J.Anderson) Rolfe
  - Laelia anceps var. dawsonii J.Anderson
  - Laelia dawsonii (J.Anderson) Crawshay
  - Laelia anceps var. schroederiana Rchb.f.
  - Laelia anceps var. sanderiana Rchb.f.
  - Laelia anceps var. hallydayana O'Brien
  - Laelia hallidayana (O'Brien) Crawshay
  - Laelia sanderiana (Rchb.f.) Crawshay
  - Laelia schroederae Crawshay
- Laelia aurea A.Navarro 
  - Amalia autumnalis (Lex.) Heynh.
  - Laelia autumnalis (Lex.) Lindl.
  - Bletia autumnalis Lex.
  - Cattleya autumnalis (Lex.) Beer
  - Laelia autumnalis var. atrorubens Bachb.f.
  - Laelia autumnalis var. venusta
  - Laelia autumnalis var. xanthotrophis Rchb.f.
  - Laelia autumnalis var. alba B.S.Williams
  - Laelia venusta Rolfe
  - Laelia autumnalis f. atrorubens (Backh.f.) Halb.
  - Laelia autumnalis f. xanthotrophis (Rchb.f.) Halb. & Soto Arenas
- Laelia crispa
- Laelia crawshayana Rchb.f., 
  - Laelia crawshayana var. leucoptera Rchb.f.
  - Laelia leucoptera (Rchb.f.) Rolfe
  - Laelia bancalarii R.González & Hágsater
- Laelia eyermaniana Rchb.f.
- Laelia furfuracea Lindl. 
  - Amalia furfuracea (Lindl.) Heynh.
  - Cattleya furfuracea (Lindl.) Beer.
  - Bletia furfuracea (Lindl.) Rchb.f.
- Laelia gloriosa(Rchb.f.) L.O.Williams
  - Schomburgkia gloriosa Rchb.f.
  - Bletia gloriosa (Rchb.f.) Rchb.f
  - Epidendrum fimbriatum Vell.
  - Schomburgkia crispa Lindl.
  - Cattleya crispa (Lindl.) Beer
  - Bletia crispina (Lindl.) Rchb.f.
  - Bletia wallisii Rchb.f.
  - Schomburgkia fimbriata Hoehne
  - Schomburgkia crispa var. alba L.C.Menezes
- Laelia gouldiana Rchb.f.
- Laelia heidii (Carnevali) Van den Berg & M.W.Chase
  - Schomburgkia heidii Carnevali
- Laelia lueddemanii (Prill.) L.O.Williams 
  - Schomburgkia lueddemanii Prill.
  - Schomburgkia lueddemanii var. costaricana (Rchb.f.) Rchb.f.
- Laelia lyonsii (Lindl.) L.O.Williams
  - Schomburgkia lyonsii Lindl.
  - Bletia lyonsii (Lindl.) Rchb.f.
  - Schomburgkia carinata Griseb.
  - Schomburgkia lyonsii var. immaculata H.G.Jones.
- Laelia marginata (Lindl.) L.O.Williams
  - Schomburgkia marginata Lindl.
  - Cattleya marginata (Lindl.) Beer.
  - Bletia marginata (Lindl.) Rchb.f.
- Laelia moyobambae (Schltr.) C.Schweinf.
  - Schomburgkia moyobambae' Schltr
- Laelia purpurata
- Laelia rosea (Linden ex Lindl.) C.Schweinf.
  - Schomburgkia rosea Linden ex Lindl.
  - Bletia rosea (Linden ex Lindl.) Rchb.f.
- Laelia rubescens Lindl.
  - Amalia rubescens (Lindl.) Heynh.
  - Cattleya rubescens (Lindl.) Beer
  - Bletia rubescens (Lindl.) Rchb.f.
  - Laelia acuminata Lindl.
  - Laelia peduncularis Lindl.
  - Amalia acuminata (Lindl.) Heynh.
  - Amalia peduncularis (Lindl.) Heynh.
  - Laelia pubescens Lem.
  - Cattleya acuminata (Lindl.) Beer
  - Cattleya peduncularis (Lindl.) Beer
  - Laelia violacea Rchb.f.
  - Bletia acuminata (Lindl.) Rchb.f.
  - Bletia peduncularis (Lindl.) Rchb.f.
  - Bletia violacea (Rchb.f.) Rchb.f.
  - Laelia inconspicua H.G.Jones
  - Laelia rubescens f. peduncularis (Lindl.) Halb.
- Laelia speciosa (Kunth) Schltr. 
  - Bletia speciosa Kunth
  - Bletia grandiflora Lex.
  - Laelia grandiflora (Lex.) Lindl.
  - Cattleya grahamii Lindl.
  - Laelia majalis Lindl.
  - Amalia grandiflora (Lex.) Heynh.
  - Amalia majalis (Lindl.) Heynh.
  - Cattleya majalis (Lindl.) Beer
- Laelia splendida (Schltr.) L.O.Williams
  - Schomburgkia splendida Schltr.
- Laelia superbiens Lindl.
  - Amalia superbiens (Lindl.) Heynh.
  - Cattleya superbiens (Lindl.) Beer
  - Bletia superbiens (Lindl.) Rchb.f.
  - Schomburgkia superbiens (Lindl.) Rolfe
- Laelia undulata (Lindl.) L.O.Williams 
  - Schomburgkia undulata Lindl.
  - Bletia undulata (Lindl.) Rchb.f.
  - Schomburgkia violacea Paxton
  - Cattleya undulata Beer
- Laelia weberbaueriana (Kraenzl.) C.Schweinf.
  - Schomburgkia weberbaueriana Kraenzl.

## Illustrations

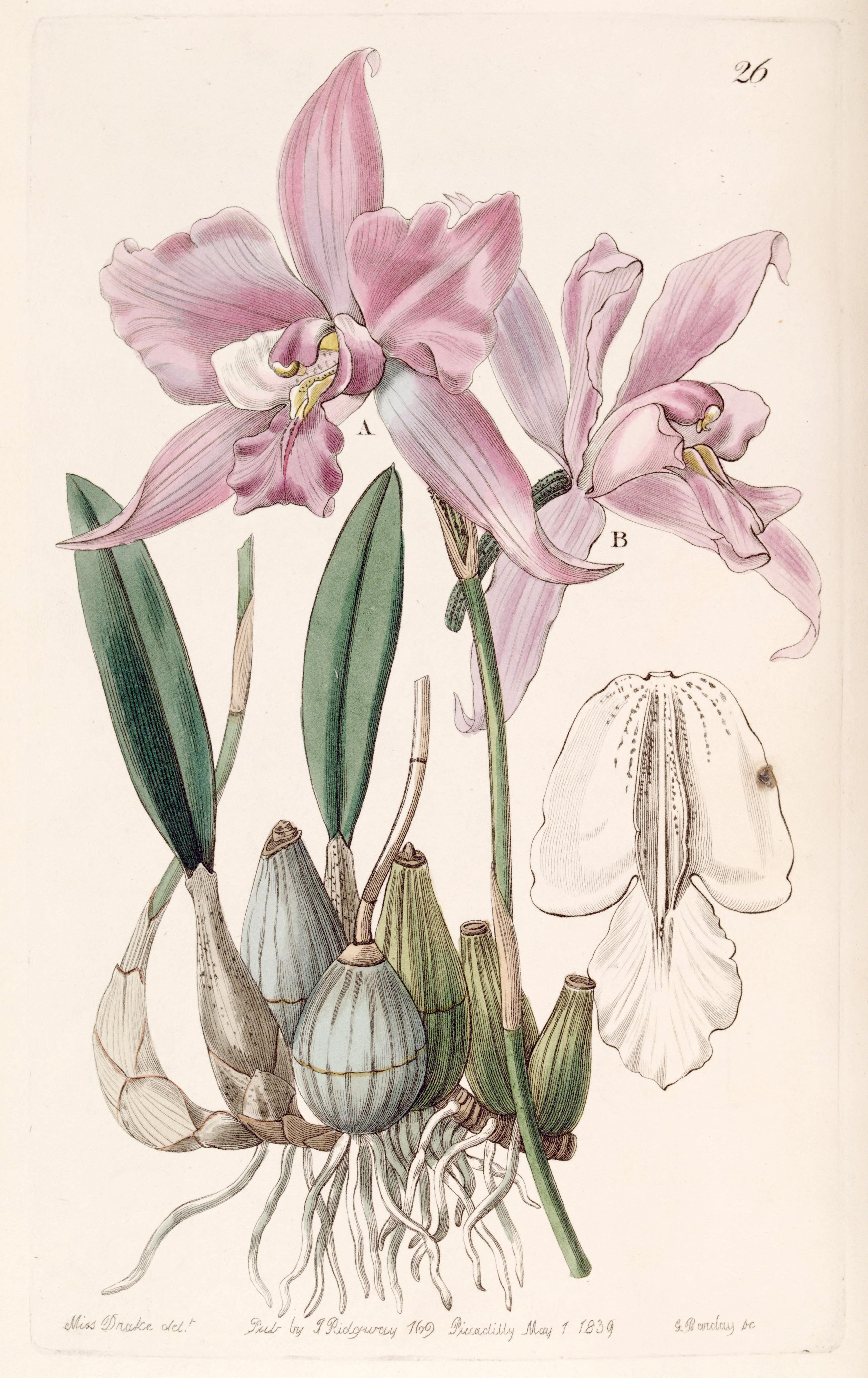
Laelia furfuracea, Mexique (Oxaxca).
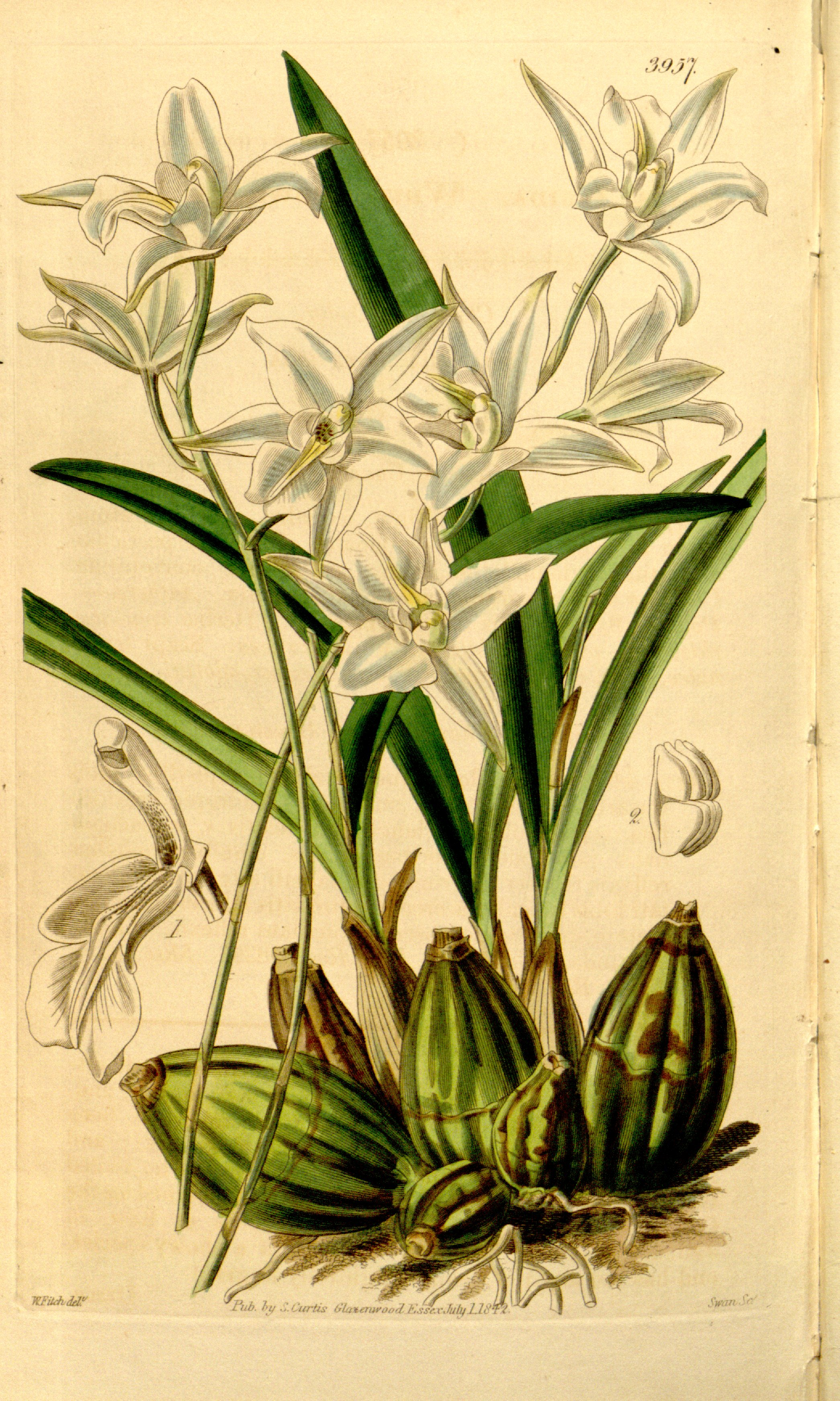
Laelia albida Mexique.
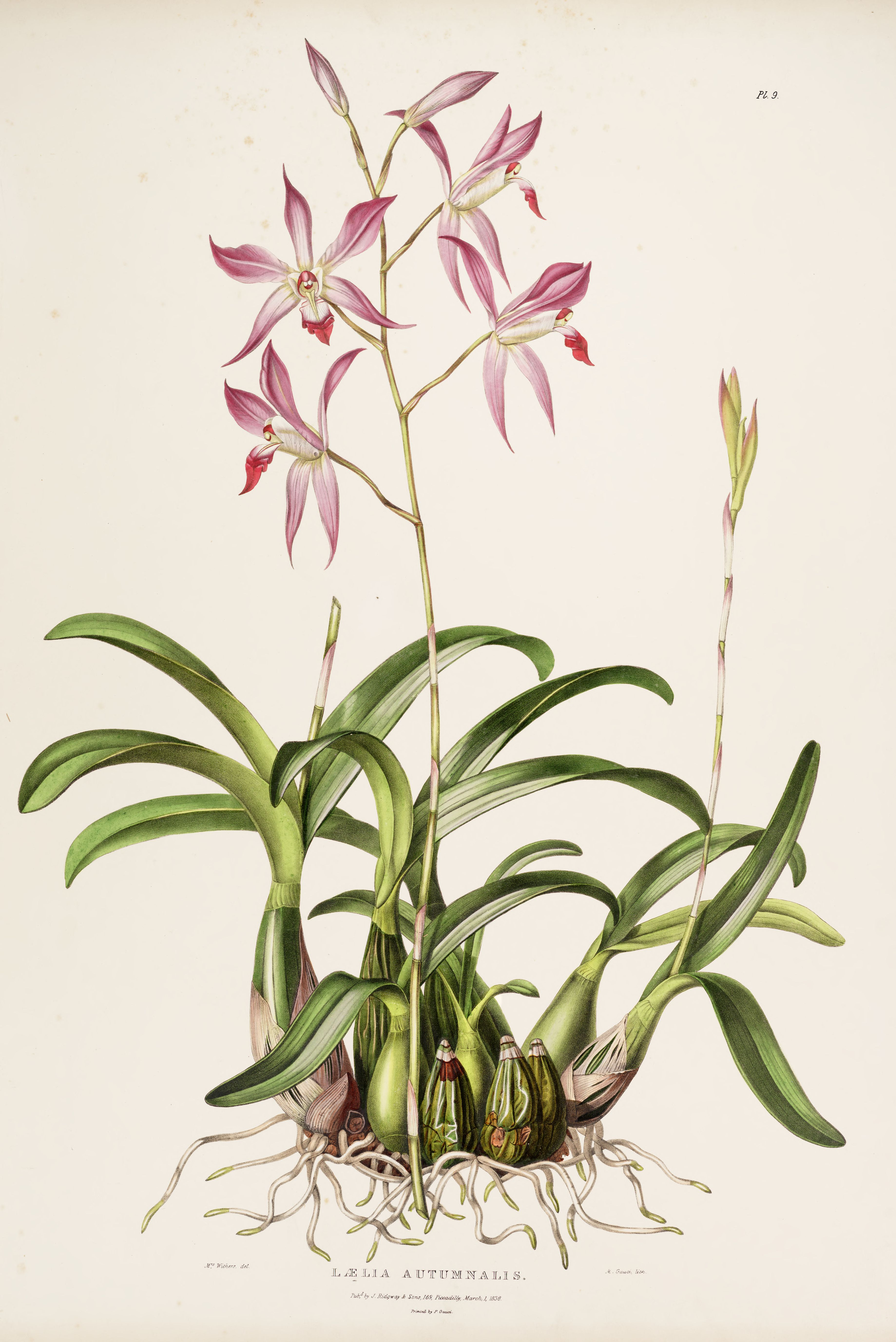
Laelia autumnalis, Mexique.
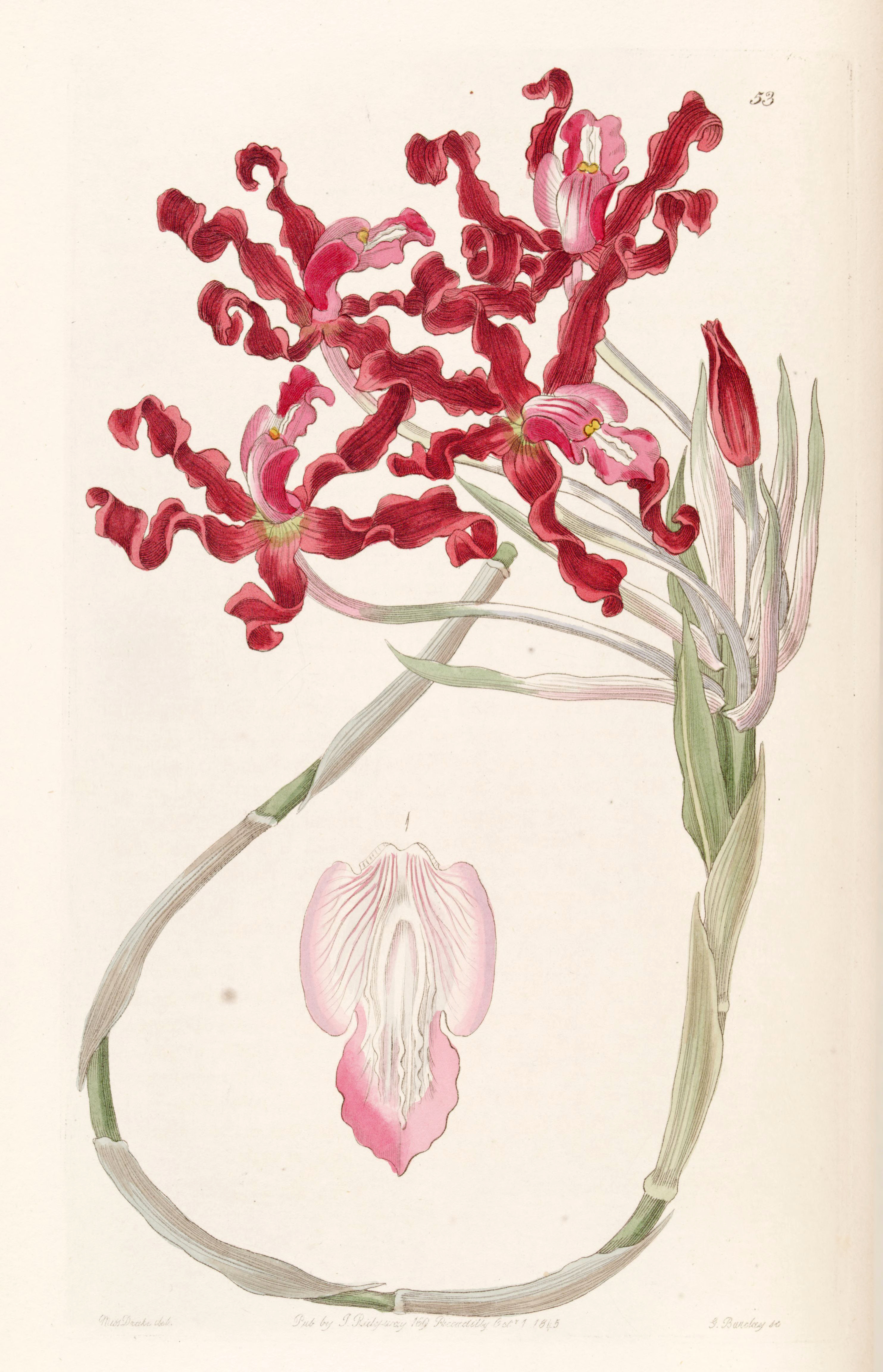
Laelia undulata classée aussi comme Schomburgkia undulata.
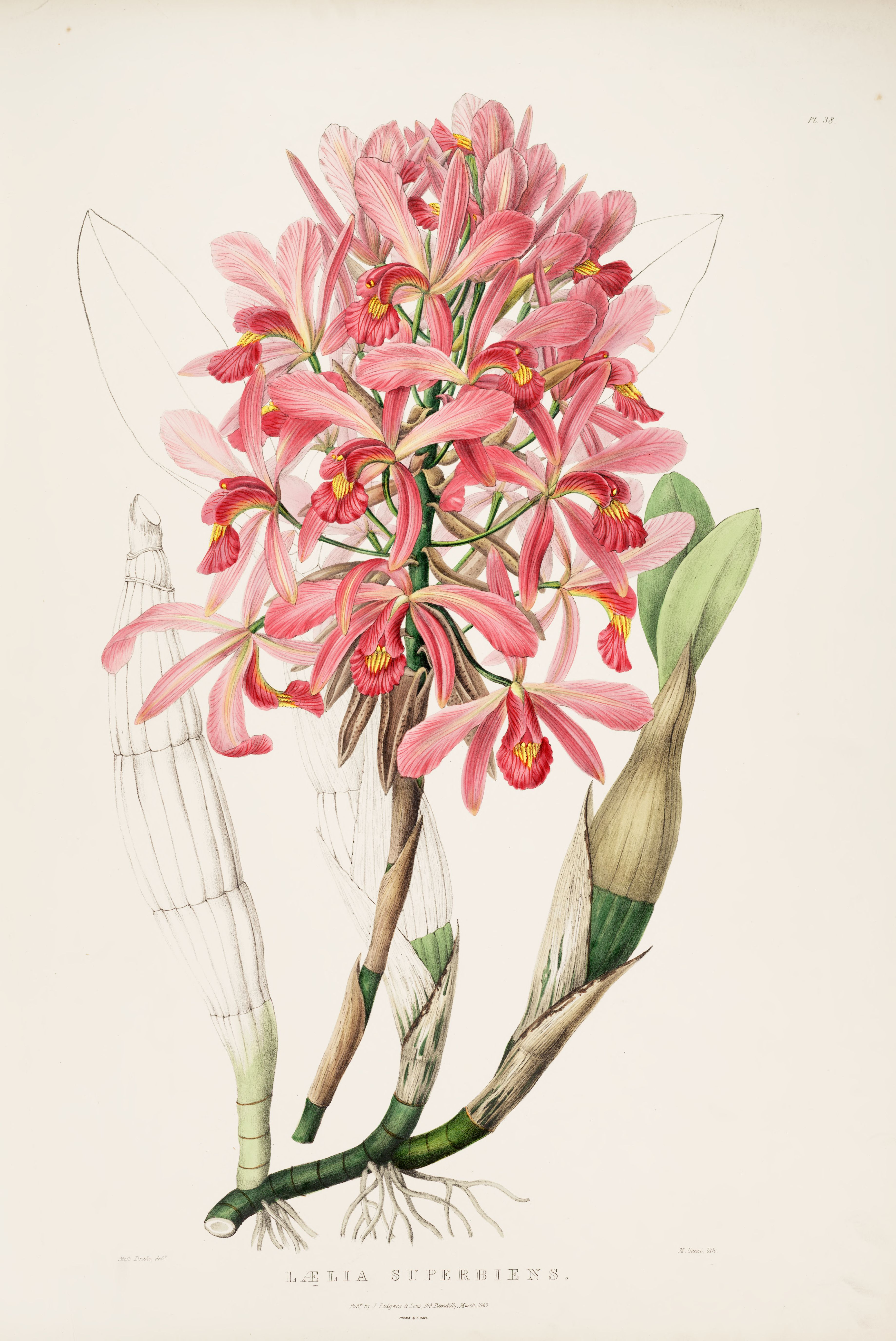
Laelia superbiens classée aussi comme Schomburgkia superbiens.